# Ekanita
La ekanita és un mineral de la classe dels fil·losilicats. Va ser descoberta l'any 1961 a la província de Sabaragamuwa, a Sri Lanka. Se li va posar nom en honor de la seva descobridor F.L.D. Ekanayake, geòleg de Colombo (Sri Lanka).

## Característiques químiques
Amb la fórmula química Ca₂ThSi₈O20, químicament és l'equivalent en fil·losilicat del ciclosilicat Steacyita. Gairebé sempre amb impureses de ferro, plom o urani, que li donen les seves tonalitats de color; de vegades amb impureses d'alumini, manganès i magnesi.

## Formació i jaciments
A Sri Lanka s'ha trobat en sediments detrítics; al Canadà s'ha trobat un dipòsit en una roca sienítica glacial errant; a Itàlia s'ha trobat en ejeccions volcàniques.

## Usos
És utilitzat com a mena de minerals radioactius quan està enriquit en aquests. També és usat en joieria com a gemma preciosa, sent gairebé de les poques gemmes que presenten radioactivitat natural.